# Joseph Velle
Joseph Velle, né en 1837 à Pest (actuelle Budapest) et mort en 1889 à Pérouse, est un prestidigitateur hongrois.

## Biographie
Né à Pest en 1837,  Joseph Velle se produit un peu partout en Europe sous son nom de scène de Professeur Velle, et en particulier en Italie et à Paris, au théâtre Robert-Houdin, au Cirque d'été, aux Folies Bergère et à  l'Éden-Théâtre.
Il a été un précurseur d'un genre nouveau de théâtre, la « Magie-bouffe ».
Il meurt subitement à Pérouse en 1889. Quelques années après sa mort, son fils Gaston Velle devient lui aussi prestidigitateur sous le même pseudonyme, avant de devenir réalisateur de films à trucages au début du XXe siècle.